# 東沙諸島
東沙諸島（とうさしょとう）またはプラタス諸島（Pratas Islands）は、香港の南東約340kmの南シナ海に位置する東沙島、北衛灘、南衛灘および周辺の環礁により構成される環礁群である。中華民国（台湾）が実効支配しており、台湾では東沙環礁国家公園および国立中山大学の一部に指定されている。

## 概要
東沙諸島には、「東沙環礁」、「南衛灘環礁」、「北衛灘環礁」の三つの珊瑚環礁が存在する。東沙環礁は、環礁州島である東沙島を有する円形の典型的な環礁で、直径約20km、礁湖面積は約300km²である。同様に南衛灘と北衛灘も円形の環礁である。東沙島以外の環礁は、干潮時には海面上に姿を現しているが満潮時には水没するため、国際法上の「島」ではない。
東沙島はもともと無人島であったが、現在は領有権主張のため多くの中華民国国軍関係者が常駐しており、宿泊施設やテニスコート、飛行機の滑走路も建設されている。

## 歴史

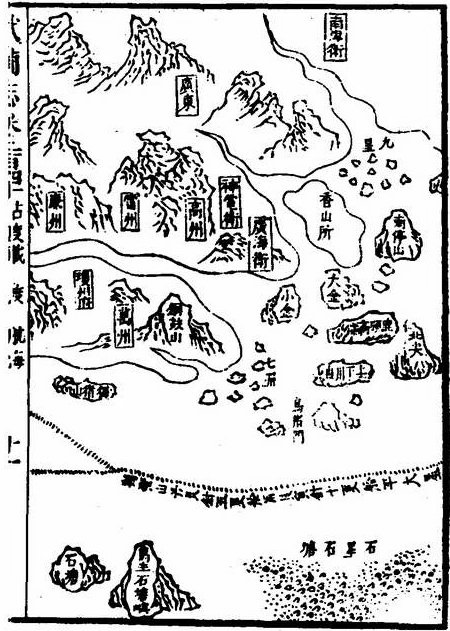
明の「鄭和航海図」。右下の砂をばらまいたような「石星石塘」が東沙諸島であると主張される。

古くは明代の記録に現れるとされ、これをもって中国人による東沙諸島の開発と経営の開始であるとされる。1730年、清は東沙諸島を版図に編入し、広東省恵州の管轄とした。しかしその後は、わずかな漁民を除き長く無人であった。
1866年、日本の幕府御用船が東沙島に漂着。乗組員の八丈島島民34名は中国漁民に救助され、香港経由で日本に送還された。1901年、アホウドリ捕獲を目的として玉置半右衛門が東沙島へ探検隊を派遣し、水谷新六は島に上陸した。しかし、アホウドリが生息していなかったことから、両者共すぐに引き上げた。1907年、水谷は島に生息するカツオドリ捕獲を目的として、再び東沙島進出を試みた。しかし、東沙島に到着後島に取り残され、3か月後に救助されるという結果となり、開拓は失敗に終わった。同年、水谷に続いて西沢吉治が東沙島に進出。西沢は島を西沢島と名付け、グアノ採掘や高瀬貝などの採取、タイマイ捕獲を行った。1909年、日本と清との間で領土問題化。最終的に島を清国領とする一方、清は西沢の事業を16万元（うち3万元は税金として徴収のため、実質13万元、日本円で約10万円）で買い取る形で決着し、1909年10月11日に「プラタス」島引渡ニ関スル取極が調印された。
第二次世界大戦中、日本海軍が気象観測施設を設置し、滑走路の建設も行った。1945年5月28日、アメリカ海軍の潜水艦ブルーギルから12人の乗員が上陸し、同島を無血占領した。翌日には星条旗が掲げられ、プラタス島を「ブルーギル島」と改名する宣言がなされるとともに、通信施設や気象観測施設などの複数の建物が破壊された。
1945年のうちに、連合国の一員で戦勝国となった中華民国国民政府はこの島を広東省の管轄とし、1949年には海南特別行政区の管轄とした。同年、中華民国政府が台湾に移った後も、この諸島は南沙諸島の太平島などとともにその支配下にとどまった。1979年には高雄市に移管された。もと国防部の管轄だったが、2000年に沿岸警備隊である海岸巡防署（2018年以降、海巡署）に移管された。2007年に中華民国政府は、東沙島とその環礁を東沙環礁国家公園に指定し、管轄する海洋国家公園管理処を設けた。生態保全のため、現在も一般観光客への開放は行われていない。なお中華人民共和国も領有を主張し、広東省汕尾市陸豊市碣石鎮に属するとしている。
- 2007年1月17日に中華民国政府により東沙環礁国家公園に指定された。
- 2008年2月10日に陳水扁中華民国総統視察。

陳水扁政権の一連の動きに繰り返し抗議していた中国政府は、2008年中華民国総統選挙に絡み台湾の内政で激しい対立が起こっていた隙を突いて、2008年4月に東沙島からわずか1kmの海上に大量の中国漁船団を向かわせ、貨物廃船を使った2万8千平方メートルの漁船基地を構築した。30人が常駐可能な簡易基地が突如出現したことは台湾国民に衝撃を与え、基地は海岸巡防署員らによってただちに撤去された。総統就任を直前に控えていた馬英九は、中国寄りの姿勢を厳しく糾弾され、自身の発言や政策の修正を余儀なくされた。
- 2008年9月10日、馬英九中華民国総統視察。
- 2010年9月、東沙島が外国メディアに初公開された。

### 「平田群島」という誤謬
ウェブを中心に、第二次世界大戦中にこの島が日本軍により占拠され、新南群島の一部として西沙諸島等とあわせて平田群島（ひらだ-）と改称され、台湾高雄州高雄市の管轄とされた、との記述がしばしば見られる。しかし、これは誤りである。
実際には、「平田群島」との命名は、この島を日本人による新発見の島、と誤って伝えた第二次大戦前の新聞記事に端を発するものである。つまり、そもそも東沙諸島に対しての命名ではない。また言うまでもなく、この「新島」の発見が公式に認められた事実はない。なお「平田群島」とされたのは現在の西沙諸島であり、この中の「西沢島」と命名された島が東沙島にあたるとの説もある。
第二次大戦前から戦中に至る日本の公式見解では、東沙諸島および西沙諸島と新南群島は明確に区別されており、新南群島の一部に含まれていたという事実はない。また同期間においては、一貫して中華民国（汪兆銘政権）の領有とされており、日本が領有を主張した事実はない。このような誤りが広まった原因は不明である。

## 諸島の構成
|          | 名称       | 名称     | 実効支配 | 位置                                                    |
| -------- | ---------- | -------- | -------- | ------------------------------------------------------- |
| 東沙諸島 | 東沙環礁   | 東沙島   | 中華民国 | 北緯20度43分 東経116度42分 / 北緯20.717度 東経116.700度 |
| 東沙諸島 | 北衛灘環礁 | ---      | 中華民国 | 北緯21度04分 東経115度58分 / 北緯21.067度 東経115.967度 |
| 東沙諸島 | 南衛灘環礁 | ---      | 中華民国 | 北緯20度58分 東経115度55分 / 北緯20.967度 東経115.917度 |
| 東沙諸島 | 海山       | 尖峰海山 | 中華民国 |                                                         |
| 東沙諸島 | 海山       | 笔架海山 | 中華民国 |                                                         |
| 東沙諸島 | 海山       | 北波海山 | 中華民国 |                                                         |

### 東沙島
東沙島は約2,800m×860m、陸地部約1.74km²、潟湖面積は約0.64km²の島で、淡水があり樹木に覆われている。東沙諸島唯一の島で、南海諸島の中でも代表的な島である。現在は多くの建築物のほか滑走路も建設されている。中華民国が実効支配しているが、中華人民共和国以外の国との領有権争いはない。
2010年9月この島が外国メディアに公開され、軍や海岸巡防署および海洋研究の関係者が、100人以上常駐していると報道された。

## 東沙空港
中華民国空軍のC-130輸送機が補給のために飛来する。
東沙空港の滑走路は、全長1,550mである。空港は現在、東沙島と台湾本島を連絡する重要な交通手段である。

## 施設

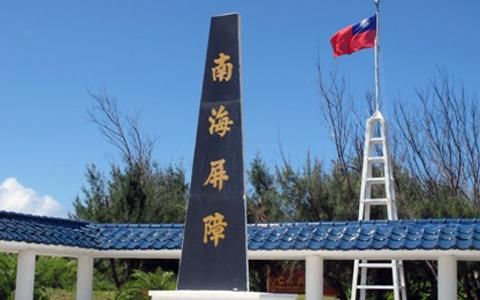
南海屏障碑

- 国立中山大学東沙環礁研究ステーション[11]
- 東沙大王廟（西沢吉治によって焼かれた）
- 東沙島地籍測量紀念碑
- 東沙図書館(20500冊)
- 長青亭
- 国軍東沙公墓

## 通信業務
東沙群島の郵便番号は「817」である
郵便局は中華民国国軍郵局「67局」

## 関連文献
- 平岡昭利「東沙島への日本人の進出と西澤島事件」『地理空間』第4巻第1号、地理空間学会、2011年、1-17頁、doi:10.24586/jags.4.1_1。